# Центенионалис

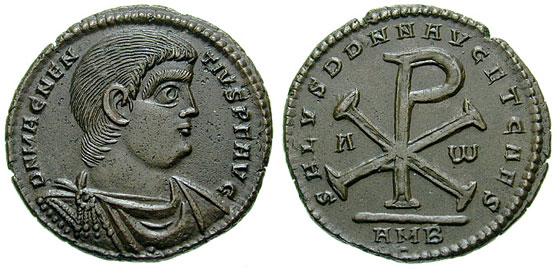

Центенионалис (лат. Centenionalis) — бронзовая  монета конца Римской империи, введённая около 346—350 гг. во времена императоров Константа и Констанция II.

## История
Центенионалис был введён в денежный оборот в результате сильного обесценивания фоллисa. Стоимость монеты не была постоянной. Они весили от 3,55 до 2,60 граммов, и, исходя из названия, предполагают её стопy в 1/100 силиквы или милиарисия. Только после 8 лет после введения центенионалиса в денежный оборот вследствие инфляции стоимость монеты сильно упала. Во времена Феодосия Великого чеканились небольшие количества этих монет.